# Melissa Springer
Melissa Springer (* 1956) je americká fotoreportérka a umělkyně, která se během své kariéry na volné noze věnovala především dokumentární fotografii a zabývala se tématy jako jsou děti s AIDS, ženy ve vězení a bezdomovci. Svou tvorbu vystavovala po celém světě. Vydala několik knih, vedla semináře v International Center of Photography v New Yorku, vystupovala v televizi a její práce se objevily ve více než 50 časopisech.

## Biografie
Melissa Springer vyrostla v Mobile v Alabamě a prakticky celý život strávila na jihu USA. Vystudovala umění a fotografii na Alabamské univerzitě v Birminghamu. Pracovala v časopise Southern Living, kde se naučila různým technikám i umění komerční fotografie. V roce 1989 z časopisu odešla, pronajala si ateliér s jednou místností a stala se umělkyní na volné noze na plný úvazek.
Ve své dokumentární tvorbě se zabývala tématy od žen ve vězení po děti s AIDS. Kromě toho se zdokonalovala jako portrétní fotografka. Často pořizovala umělecké fotografie pro dobročinné účely. Svá díla vystavovala po celém světě, od Galeries Photo de la Fnac v Paříži a Sans Regard v Lausanne ve Švýcarsku až po Dorsky Gallery v New Yorku a Women's Museum ve Washingtonu a publikovala ve více než 50 časopisech, včetně New York Times, Forbes, Village Voice, Elle, Los Angeles Times a Harper's Bazaar.
Springer měla zahajovací výstavu v Birminghamu v galerie Agnes, která se specializuje na sociální osvětu. Tato první výstava nesla název „Julia Tutwiler Prison Series“ a zobrazovala situaci v alabamské ženské věznice. Kvůli pořízení snímků strávila autorka nějaký čas ve vězení a naslouchala příběhům vězeňkyň. O projektu poskytla rozhovor televizi CNN a vybrané snímky publikovala v časopise Elle.
Fotografie Melissy Springer a dalších umělců byly součástí putovní výstavy „The South By Its Photographers“ a byly publikovány v doprovodné knize. Spolu s Jimem Neelem fotografovala venkovské věřící pro knihu Dennise Covingtona Salvation on Sand Mountain. Její fotografie žen, které přežily rakovinu prsu, byly vystaveny v Komplexním onkologickém centru Alabamské univerzity a publikovány v doprovodné knize. Ve spolupráci se společností Pathways fotila za 1000 dolarů portréty rodin a jednotlivců. Výtěžek z prodeje připadl neziskové organizaci, která poskytuje přístřeší a další služby ženám a dětem bez domova.
Spolu s desetiletími úspěchů a ocenění přišla únava a stres. V posledních letech Springer propadala depresím a nebyla si jistá sama sebou. V roce 2006, když její děti Taylor a Paul Rogersovi vyrostly a osamostatnily se, prodala svůj ateliér a přestěhovala se do New Yorku. Zde se stala členkou pedagogického sboru International Center of Photography. Brzy poté se přestěhovala ke svým rodičům na Floridu, aby mohla pečovat o otce, který umíral na intersticiální plicní chorobu. Během této doby se s otcem znovu sblížila a pořídila více než 2 000 jeho portrétů. Po otcově smrti se vrátila do Birminghamu a fotografovala na volné noze pro časopis Southern Progress a pracovala na založení zdravotnického svazu pro pracující umělce.
Syn Paul Rogers je držitelem Oscara za filmový střih.

## Publikace
- Neel, Jim and Melissa Springer (1996) Salvation on Sand Mountain: Photographs by Jim Neel and Melissa Springer. Alexandria, Louisiana: Alexandria Museum of Art. ISBN 0944564054
- Springer, Melissa (1996) A Tribe of Warrior Women: Breast Cancer Survivors. Birmingham: Crane Hill Publishers. ISBN 1575870495
- Springer, Melissa (1998) Important Things. Birmingham: Crane Hill Publishers. ISBN 1575870614